# Semiotics of the Kitchen
Semiotics of the Kitchen (« Sémiotique de la cuisine » ou « Sémiologie de la cuisine ») est une vidéo réalisée par l'artiste américaine Martha Rosler. Il s'agit d'une œuvre pionnière de sa carrière. Elle date de 1975. Elle s'inscrit tout d'abord dans le mouvement de l'art vidéo, surtout utilisée au début des années 1970 par les artistes féministes revendiquant une identité sociale et politique. Cette vidéo s'inscrit également dans le domaine de la performance et remet ici en question l'image de la cuisine, comme lieu d'éducation féminin, véhiculée par la télévision.

## Description et analyse
Cette vidéo est d'une durée de 6 minutes et 9 secondes. Le sous-titre de l'oeuvre est For Educational In-House Use Only (« usage en intérieur et éducatif uniquement »), ce qui suggère l'élaboration de la question de l'intériorité versus l'extériorité comme espace genré. Il y a également un retour à la narration à travers cette oeuvre, une narration qui avait été délaissée par l'abstraction et le minimalisme greenbergien. Il y a donc retour à la narration puisque l'artiste se met elle-même en scène dans la vidéo. Elle performe, incarne un personnage, parodie la présentatrice d’émissions culinaires Julia Child. Le style vidéographique utilisé correspond à la caméra de surveillance, ce qui permet d'affirmer que le support de l'oeuvre prend tout son sens à travers l'image, pour sa fluidité, son immatérialité et son état d'apesanteur.[réf. nécessaire] Il est important de mentionner que le rôle du spectateur occupe une grande importance dans la signification de l'oeuvre puisque avec celui-ci, la vidéo, servant ici de médium, démontre la propension humaine au narcissisme[réf. nécessaire]. Le spectateur observe un personnage reflétant des habitudes de société de consommation qui lui sont ici miroir à ses propres habitudes de vie.